# Колхоз имени С. М. Кирова (Эстония)
 Опорно-показательный рыболовецкий колхоз имени С. М. Кирова (эст. S. M. Kirovi nimeline Näidiskalurikolhoos) — в советское время одно из самых эффективных и богатых хозяйств не только в Эстонcкой ССР, но и во всём Советском Союзе. Крупнейший рыболовецкий колхоз Эстонской ССР. Имел отделения в Аабла, Вийнисту, Кабернеэме, Какумяэ, Леппнеэме, Лохусалу, Рохунеэме и на острове Прангли. Центр колхоза располагался в Хаабнеэме. Главный порт колхоза находился в Мийдуранна.

## Создание колхоза
В конце 1940-х годов в Эстонской ССР начался процесс массовой коллективизации. В разных деревнях Эстонии в 1946—1949 годах было создано несколько рыболовецких артелей. В 1950-е годы Правительство СССР издало распоряжение объединить артели в колхозы. В сентябре 1950 года в здании Виймсиской школы в деревне Принги состоялось собрание работников четырёх артелей, на котором было принято решение объединить их в рыболовецкий колхоз имени С. М. Кирова. В 1971 году к нему присоединился рыболовецкий колхоз «Выйду теэ» («Путь победы»), в 1976 году — колхоз имени М. Горького.
Вместе с семью другими рыболовецкими колхозами Эстонии колхоз имени Кирова входил в Эстонский республиканский союз рыболовецких колхозов «Эстрыбакколхозсоюз».

## Колхоз в годы советской власти

### Хозяйственная деятельность
С 1955 год по 1990 год колхозом бессменно руководил Оскар Кууль, Герой Социалистического Труда, депутат Верховного Совета ЭССР, член ЦК КП Эстонии, лауреат Государственной премии СССР в области науки и техники.
Основными сферами деятельности колхоза были рыболовство и пищевая промышленность. Флот колхоза насчитывал около восьмидесяти судов.
В Балтийском море вёлся лов салаки, кильки и трески, в Атлантическом океане — сельди.

Производственный комплекс колхоза
им. Кирова на реке Омеду в деревне Метсакюла, 1977 год (архитектор Адо Эйги)

Колхоз построил рыбные заводы в Вийнисту, Раквере и Хаабнеэме, открыл рыбоводные хозяйства в Валгейые, Котка, Кяру, Пяриспеа и Роосна-Аллику, а также крупнейшее в Эстонии рыбоводное хозяйство на реке Омеду.
Колхоз имел три холодильника, судоремонтную базу, автохозяйство, строительно-ремонтную контору, мастерскую по производству бетонных изделий, деревообрабатывающий цех, проектное бюро и конструкторско-технологическое бюро.
В Хаабнеэме был построен самый современный по тем временам колхозный центр, главное здание которого помимо конторских помещений включало в себя библиотеку, зал с просторной сценой, комнату отдыха для работников и сауну. Здесь же находился торгово-культурный центр с цветочной оранжереей и зимним садом, поликлиника, павильон бытового обслуживания, детский сад-ясли, стадион и пансионат для колхозников-пенсионеров.
С первых лет существования колхоза внедрялся принцип безотходного производства и полного самообеспечения всего хозяйства. Прибыль направлялась на модернизацию основного производства, создание и развитие подсобных хозяйств и оказание широкого круга социальных услуг.
Одним из секретов успешности работы колхоза была правильная кадровая политика. На работу принимались лучшие специалисты. Уровень жизни работников колхоза имени Кирова был значительно выше, чем в других союзных республиках. Говорили, что колхоз имени Кирова — это «государство в государстве».
В начале 1960-х годов в колхозе была открыта ферма по разведению пушных зверей. Поначалу эта идея оказалась успешной, и в год прибыль фермы составляла около 173 тысяч рублей, однако в 1970-х годах ферму пришлось закрыть из-за массового заболевания животных.
Для обеспечения колхозных столовых, детского сада и больницы было создано подсобное сельскохозяйственное производство, которое затем стали расширять, и к началу 1980-х годов у колхоза были фермы по разведению кур, свиней и овец, стадо дойных коров и садоводство. В корм для животных добавляли пищевые добавки, изготовленные из рыбных отходов. В 1984 году к колхозу имени Кирова присоединился Кахалаский совхоз, что дало увеличение объёмов производства коровьего молока на треть.
На 1 января 1979 года в колхозе насчитывался 6061 член, в том числе 490 рыбаков.
Говорили, что в колхозе Кирова в производстве использовалось всё, кроме рыбного запаха. В  сотрудничестве с инженерами Таллинского политехнического института колхоз построил биоочистную установку с целью использовать остаточный рыбий жир в качестве сырья. В 1985 году в посёлке Румму был открыт цех бытовой химии, где из отходов рыбного производства стали изготавливать клей, шампунь, мыло и смазки. В колхозе также имелись цеха по производству таких товаров народного потребления, как украшения, пуговицы, пряжки, сувениры, шапки и обувь.
В 1978 году продукция Опорно-показательного рыболовецкого колхоза имени С. М. Кирова составила 50 миллионов условных банок рыбных консервов и 173,4 тонны товарной рыбы (радужной форели).

### Культурная деятельность
В колхозном парке Ветеранов был воздвигнут мемориальный ансамбль павшим в Великой Отечественной войне.
Колхоз издавал газету "Randlane" («Поморянин»). В колхозе действовал кружок рукоделия.
15 декабря 1971 года был открыт музей истории колхоза.
В 1977 году по ходатайству колхоза в Виймси была открыта музыкальная школа и художественная школа.
У колхоза был представительский ансамбль народной музыки, который выступал как в союзных республиках, так и за границей, и не только в странах народной демократии, но и в капиталистических странах (Норвегия, Кипр),  что по тем временам было очень редким явлением.
12 августа 1980 года в деревне Принги был торжественно открыт музей под открытым небом, предшественник Музея под открытым небом Виймси.

### Социальные и денежные блага и льготы
В колхозе существовала целая система социальных и денежных льгот. Согласно решению правления колхоза, льготы и пособия зависели от стажа и примерного труда.
В 1974 году был открыт 30-местный пансионат «Раннапере». Одинокие пенсионеры могли получить одноместную комнату, семейные пары — небольшие апартаменты.
В 1979 году открылась поликлиника, больница на 100 мест и водогрязелечебница. В колхозных столовых, кафе и магазинах ассортимент продуктов всегда был значительно богаче, чем в других регионах республики. В большинстве подразделений колхоза были детский сад, медпункт, столовая,  клуб и библиотека.
Кроме того, что в Советском Союзе доход колхозников налогом не облагался, Кировский колхоз выдавал пособие на восстановление здоровья и 13-ю зарплату. Пенсионерам дополнительно к государственной пенсии выплачивалось 20 рублей.
В начале 1980-х зарплата заместителя председателя колхоза составляла от 1000 до 1200 рублей, рядовые сотрудники получали примерно 300 рублей, руководитель цеха или отдела – 400 рублей [прим. средняя зарплата в СССР в 1980 году составляла 155,12 рублей].
В 1980-х годах работник колхоза  мог бесплатно воспользоваться услугами колхозных предприятий на сумму в 80 рублей, пенсионер — на 40 рублей. На эти деньги можно было, например, заказать костюм в швейном ателье,  сходить в парикмахерскую, приобрести лекарства в аптеке.
Колхоз выдавал долговременный беспроцентный кредит на строительство собственного дома. Если работник придерживался условий и сроков строительства, то колхоз выплачивал одну треть от займа — около 7000 рублей  (автомобиль «Запорожец» или «Москвич» в 1980-х годах можно было приобрести за 3750—9000 рублей).
Председатель колхоза мог со дня уволить работника, пришедшего на работу нетрезвым или употреблявшего алкогольные напитки  на работе.
Колхоз следил за школьной успеваемостью детей своих работников и за тем, чтобы в семьях были надлежащие условия для учёбы, а при наличии проблем лишал родителей премии. Работник мог лишиться социальных благ и денежных льгот колхоза, если он не проходил периодический медицинский контроль или не выполнял предписания врачей.
В случае «светских» похорон члена колхоза выдавалось пособие в размере 200 рублей, на церковные похороны — 30 рублей.

### Кинохроника
Киностудией «Таллинфильм» были созданы следующие документальные фильмы о колхозе имени Кирова:
- 1966 — S. M. Kirovi nimelises Näidiskalurikolhoosis / В Опорно-показательном рыболовецком колхозе имени С. М. Кирова
- 1970 — S. M. Kirovi nim kalurikolhoosis / В рыболовецком колхозе имени С. М. Кирова
- 1972 — Kirovi nim ühinenud kalurikolhoosile vabariiklik rändpunalipp / Республиканское переходящее красное знамя — рыболовецкому колхозу им. Кирова
- 1975 — S. M. Kirovi nim Kalurikolhoosi uus sardiinitsehh / Новый цех сардин в Рыболовецком колхозе имени С. М. Кирова
- 1975 — S. M. Kirovi nim Kalurikolhoosi staadioni avamine / Открытие стадиона в Рыболовецком колхозе имени С. М. Кирова
- 1975 — S. M. Kirovi nim Kalurikolhoosi pansionaat / Пансионат Рыболовецкого колхоза имени С. М. Кирова
- 1975 — S. M. Kirovi nim Kalurikolhoos 25-aastane / 25-летие Рыболовецкого колхоза имени С. М. Кирова
- 1976 — Kirovi nim kalurikolhoosi uus laevaremondibaas / Новая судоремонтная база Рыболовецкого колхоза им. Кирова
- 1980 — ENSV Ülemnõukogu saadik, Kirovi nim Näidiskalurikolhoosi külmutuslaeva Miidurand kapten Aarne Niit / Депутат Верховного Совета ЭССР, капитан рефрижераторного судна «Мийдуранд» Опорно-показательного рыболовецкого колхоза им. Кирова Аарне Нийт
- 1982 — Kirovi nim näidiskalurikolhoosi Käruveski mölder Jakob Käbi / Мельник мельницы Кярувески опорно-показательного рыболовецкого колхоза им. Кирова Якоб Кяби
- 1985 — Jäätmevaba tehnoloogia Kirovi nimelise kalurikolhoosi kalatööstuses / Безотходная технология в рыбной промышленности рыболовецкого колхоза имени Кирова

## В независимой Эстонии

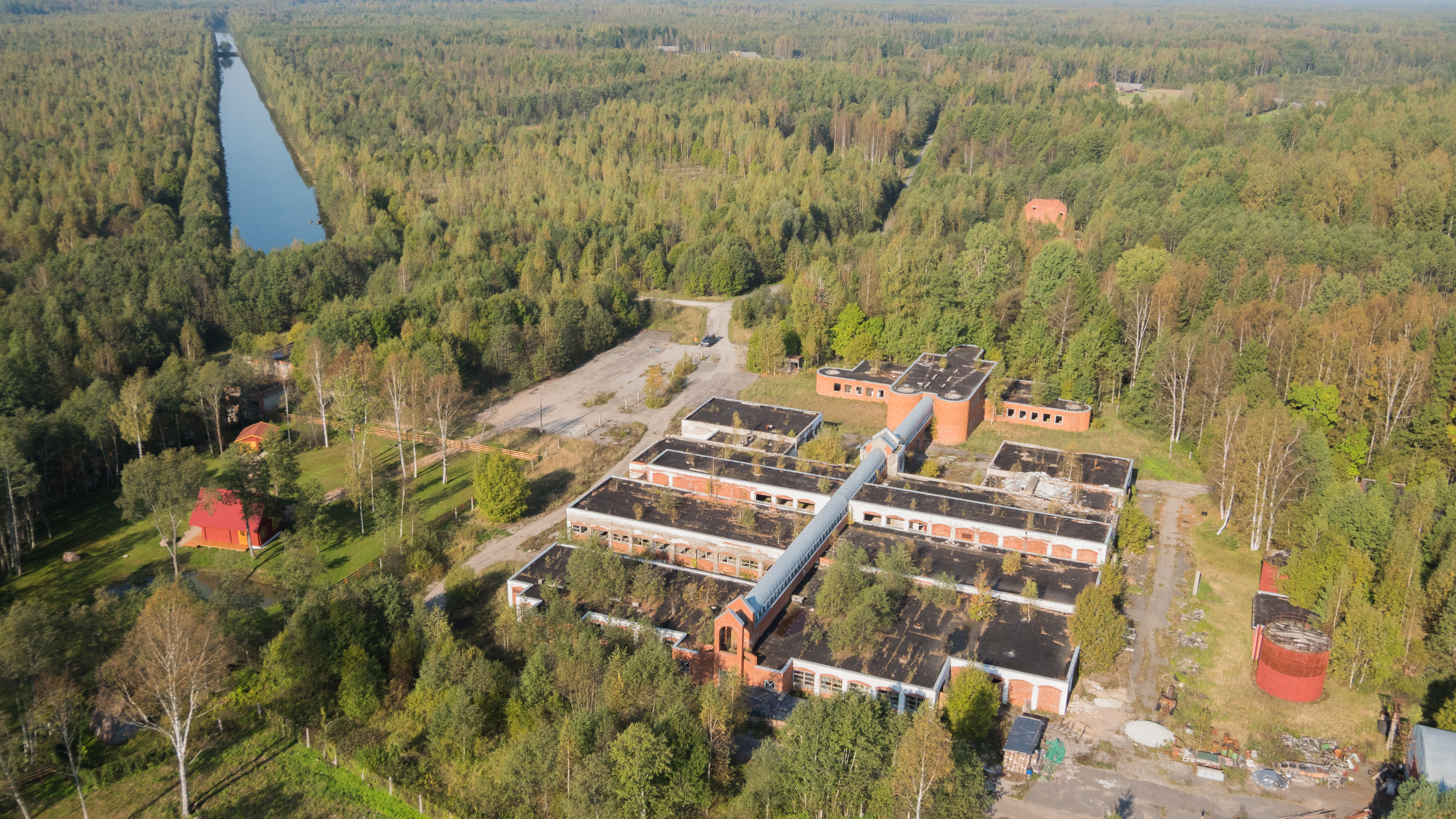
Рыбоводное хозяйство колхоза в деревне Метсакюла в 2014 году

После восстановления независимости Эстонии колхоз имени Кирова, как и все остальные социалистические коллективные хозяйства страны, согласно сельскохозяйственной реформе 1992 года, прекратил своё существование.
В настоящее время колхозные здания в Хаабнеэме арендуют мелкие фирмы, в пансионате располагается социальный центр «Раннапере»(эст. Rannapere Pansionaat), играющий существенную роль в социальном обслуживании волости Виймси, в поликлинике ведут приём пациентов семейные врачи. Бывший колхозный детский сад, расположенный южнее санатория, снесён.
Колхозные здания в деревне Вийнисту выкупил эстонский предприниматель, политик и собиратель предметов искусства Яан Маницки (эст. Jaan Manitski), и в настоящее время там находится Художественный музей Вийнисту.
В 2010 году по заказу отдела защиты и реставрации древностей Эстонской академии художеств был проведён детальный анализ состояния заброшенных и разрушающихся помещений цеха белковой икры колхоза имени Кирова на реке Омеду в деревне Метсакюла (архитектор Адо Эйги (эст. Ado Eigi), архитектурное бюро рыболовецкого колхоза имени Кирова). Результаты анализа, старые фотографии цеха и фотографии, отражающие его настоящее состояние, были задокументированы в соответствующем рапорте.
В июне 2012 года в Музее прибрежного народа (эст. Rannarahva muuseum), находящемся на берегу моря в Виймси, была открыта выставка под названием «От Кирова до Кууля», посвящённая истории знаменитого колхоза. «Хорошо, что Кууль не увидел всего того, что произошло с землями и имуществом Кировского колхоза», — так говорили бывшие колхозники, встретившись на её открытии. Девизом выставки стала знаменитая фраза Оскара Кууля: «Если вы будете сражаться за правое дело, не сможет стена быть крепче, чем голова».